# Ruger Mini-14
Ruger Mini-14 — самозарядный карабин под патроны .223 Remington или 5,56×45 мм, разработанный американской фирмой Sturm, Ruger & Co в 1973 году и выпускаемый по настоящее время в нескольких модификациях. С 2005 года все варианты получили коммерческое обозначение Ruger Ranch Rifle.
Популярен на рынке гражданского оружия. Также существуют полицейские и военные модификации — автоматический карабин (автомат, «штурмовая винтовка») AC-556 и самозарядный Mini-14GB, а также другие варианты.

## История
Ruger Mini-14 была разработана как попытка объединить относительно новый (на тот момент) патрон 5,56×45 мм с малой отдачей и винтовку M1 Garand. В итоге в 1973 году получилась самозарядная винтовка, похожая на карабин М1, но под 5,56-мм патрон. Она получила название Mini-14, так как, по сути, представляла собой уменьшенную версию винтовки M14, состоявшей в то время на вооружении армии США. Но это было не просто копирование системы Гаранда. Давление, возникающее при выстреле 5,56-мм патроном внутри ствола, выше, чем у 7,62-мм стандартного патрона НАТО: 3650 кг/м² и 3515 кг/м²  соответственно (разница 3 %). Поэтому при разработке новой винтовки была изменена система отвода газов, чтобы уменьшить давление на затвор. Винтовка Mini-14 быстро завоевала популярность и в настоящее время в различных модификациях широко применяется полицейскими силами США (в том числе и такими крупными полицейскими формированиями, как полицейский департамент города Нью-Йорк — NYPD, и полиция штата Техас — Texas DPS), а также популярна в качестве гражданского оружия (в самозарядном варианте). Несмотря на то что карабин Ruger Mini-14 был разработан сравнительно давно, спрос на него на мировом рынке до сих пор остаётся достаточно высоким.

## Описание
Винтовки серии Mini-14 построены на основе автоматики с газовым двигателем с длинным рабочим ходом газового поршня. Газоотводный узел с газовой каморой и поршнем расположены под стволом и скрыты в цевье оружия. Ведущим звеном автоматики является массивная рама, расположенная под стволом и соединённая с затвором штоком, проходящим с правой стороны от ствола и ствольной коробки. Газовый поршень имеет форму стакана, в переднем положении надевающегося на выходной патрубок газовой каморы, и жёстко закреплен на подвижной раме. Поворотный затвор перемещается непосредственно в ствольной коробке (выполненной методом точного литья из стали), и запирает ствол на два боевых упора за пазы в ствольной коробке. Возвратная пружина расположена под стволом, и действует на ведущую раму. Рукоятка заряжания расположена на штоке ведущей рамы справа.
Новшеством было то, что механика оружия была полностью спрятана в ложе, что, несомненно, повысило его надёжность. Для винтовок 30-го калибра это было не слишком важно, но для карабина 223-го калибра, детали которого меньше по габаритам, все несколько иначе. И такое конструктивное решение, гарантирующее сохранность деталей автоматики, было не только остроумным, но и единственно верным.

## Варианты и модификации
- Mini-6.8 - вариант под патрон Remington SPC
- Mini 30 - вариант под патрон 7,62×39 мм

## Использование
- Австралия: использовалась в 1980—1990-х годах Управлением исправительных учреждений Нового Южного Уэльса[4].
- Норвегия: использовалась во время двойного теракта в 2011
- Великобритания: в 1980-х вариант Mini-14 с изменённым прикладом использовался подразделением огневой поддержки (англ. Firearms Support Team) полиции графства Суррей. Полицейские, вооружённые данными винтовками были замечены во время «Хангерфордской бойни»[5]. Также винтовка использовалась полицией Северной Ирландии (англ. Royal Ulster Constabulary)[6]. Британские вооружённые формирования на Бермудах используют Mini-14 с изменённым прикладом в отличие от других частей ВС Великобритании, использующих L85.
- США: Винтовка Mini-14 использовалась отрядом быстрого реагирования[англ.] полиции Нью-Йорка (англ. New York City Police Department Emergency Service Unit)[7], пока её не заменили на автомат M4[8]. Используется в Бюро по контролю за организованной преступностью полиции Нью-Йорка[8] и Калифорнийским департаментом исполнения наказаний[англ.])[9][10][11].